# ヘンリー・ディアボーン

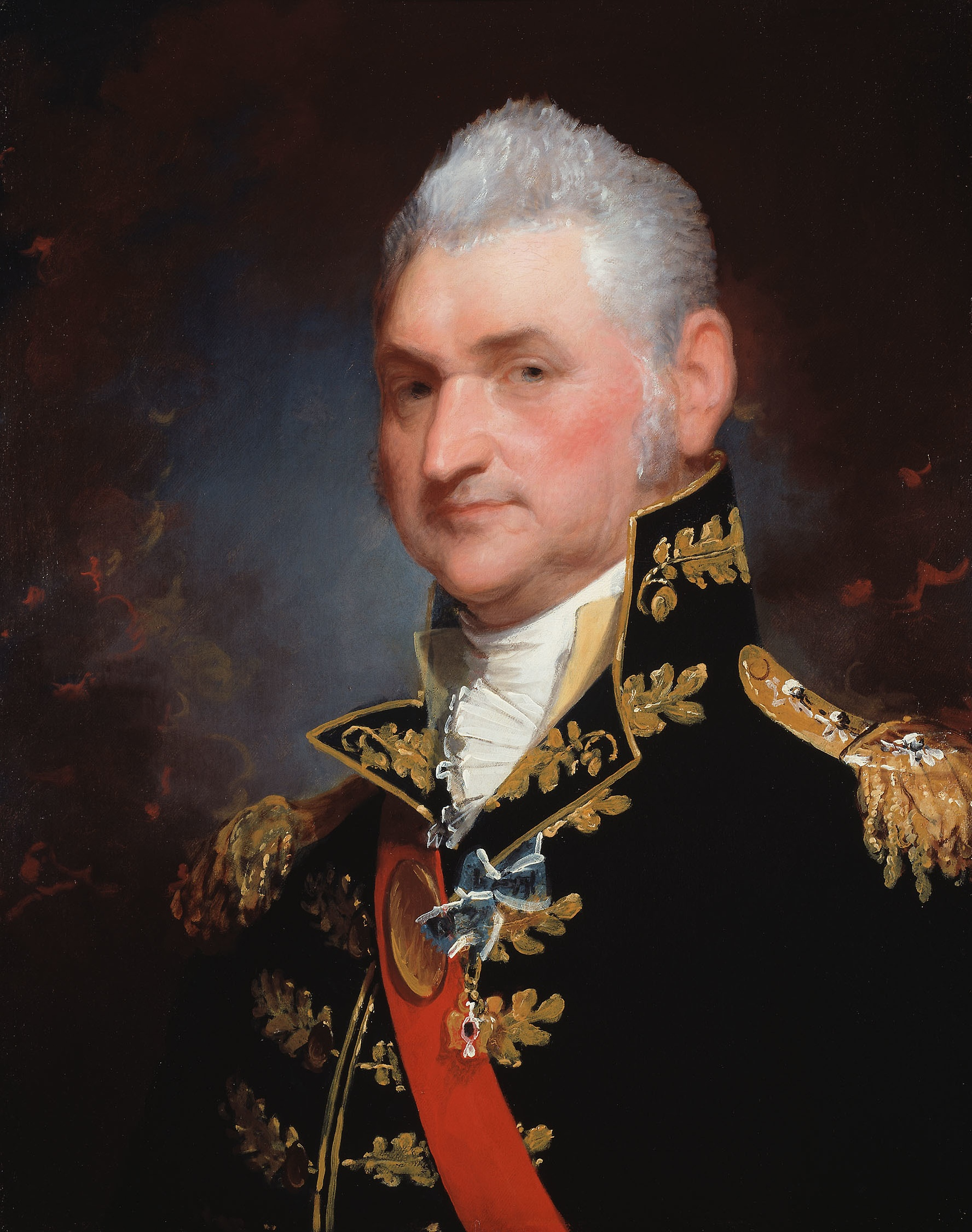
ヘンリー・ディアボーン

ヘンリー・ディアボーン（Henry Dearborn, 1751年2月23日 - 1829年6月6日）は、アメリカ合衆国の医師、政治家、軍人。アメリカ独立戦争および米英戦争に参加し、1801年から1809年まで第5代アメリカ合衆国陸軍長官を務めた。

## 生い立ちと家族
1751年2月23日、ディアボーンはニューハンプシャー植民地ノースハンプトンにおいて、サイモン・ディアボーン (Simon Dearborn, 1706-1750) とサラ・マーストン (Sarah Marston, 1706-1775) の第12子として誕生した。ディアボーンは幼少時代をエッピングで過ごし、公立学校で教育を受けた。その後ディアボーンは医学を学び、1772年にノッティンガムで開業医となった。
1771年9月22日、ディアボーンはニューハンプシャー植民地のノッティンガムにおいて、メアリー・バートレット (Mary Bartlett, 1751-1778) と結婚した。2人の間にはソフィア・ディアボーン (Sophia Dearborn, 1773-1814) とパメラ・オーガスタ・ディアボーン (Pamela Augusta Dearborn, 1775-1799) の2女が生まれた。ディアボーンは1778年にソフィアと死別すると、1780年3月28日にドーカス・オズグッド (Dorcas Osgood, 1752-1810) と再婚した。2人の間にはジュリア・カスカライン・ディアボーン (Julia Cascaline Dearborn, 1781-1867)、ヘンリー・アレクサンダー・スキャンメル・ディアボーン (Henry Alexander Scammell Dearborn, 1783-1851)、ジョージ・ローリー・ディアボーン (George Raleigh Dearborn, 1784-1806) の2男1女が生まれた。ディアボーンは1810年にドーカスと死別すると、1813年11月にサラ・ボードン (Sarah Bowdoin) と再婚した。2人の間には子供は生まれなかった。

## アメリカ独立戦争
アメリカ独立戦争が開戦すると、ディアボーンはジョン・スターク大佐率いるニューハンプシャー第1連隊に大尉として所属し、バンカーヒルの戦いで60人のボストン市民兵を指揮した。その後ディアボーンはベネディクト・アーノルドの下でカナダ侵攻作戦に参加したが、1775年12月31日にケベックの戦いでイギリス軍に拘束された。
1776年5月、ディアボーンは仮釈放を受けた。その後ディアボーンは再び大陸軍に参加し、1777年3月に少佐となった。ディアボーンはタイコンデロガの戦い、フリーマン農場の戦い、そしてサラトガの戦いに参加した。1777年冬、ディアボーンはジョージ・ワシントンの直属軍に中佐として加わり、バレーフォージに駐留して越冬した。ディアボーンは1778年のモンマスの戦いに参加し、1779年のサリバン遠征ではジョン・サリバン少将に随伴し、ニューヨーク州北部でイロコイ族と対峙した。1781年、ディアボーンは大佐に昇進し、副補給局長としてワシントンの補佐役に加わった。ディアボーンはヨークタウンの戦いでチャールズ・コーンウォリス率いるイギリス軍が降伏する場面に立ち会った。

## アメリカ合衆国陸軍長官
1783年6月、ディアボーンは大陸軍を退き、マサチューセッツ州ガーディナー（現在のメイン州）に移住した。ディアボーンはメイン地区担当の連邦保安官となり、1793年まで同職を務めた。1793年、ディアボーンは共和党から連邦下院議員に選出され、1797年まで2期4年、同職を務めた。1801年3月、トーマス・ジェファーソンが大統領に就任すると、ジェファーソン大統領はディアボーンを陸軍長官に任命した。ディアボーンは陸軍長官として、インディアンをミシシッピ川以西に移住させる計画を支援した。ディアボーンはジェファーソン大統領の任期満了となる1809年3月まで同職を務めた。

## 米英戦争
1809年、ディアボーンはジェームズ・マディソン大統領によってボストン港の徴税官に任命された。ディアボーンは同職を1812年1月まで務めた。1812年1月27日、ディアボーンは合衆国陸軍に参加し、上級少将に任ぜられた。ディアボーンはナイアガラ川からニューイングランド沿岸にかけての北東部地域での指揮を任された。米英戦争が開戦すると、ディアボーンはモントリオール、キングストン、ナイアガラ要塞、そしてデトロイトに対する防備計画を策定し、同時攻撃に備えた。だが計画は完全には遂行されず、デトロイトに十分な兵力を固めることができなかった。その結果、デトロイト包囲戦において合衆国陸軍のウィリアム・ハル将軍はアイザック・ブロック率いるイギリス軍の威嚇に耐えられず、一戦も交えずにデトロイト砦を明け渡してしまった。ディアボーンは1813年4月27日にヨーク（現在のトロント）を、1813年5月27日にジョージ要塞を獲得したが、戦局に大きな影響をもたらすことはなかった。ディアボーンは1813年7月6日に前線から呼び戻され、ニューヨーク市での指揮管理を任ぜられた。その後ディアボーンは、ウィリアム・ハルに対してデトロイトでの敗北責任を問う軍法会議で議長を務め、ハルに有罪判決を下した。ディアボーンは1815年6月15日に合衆国陸軍を退いた。

## 晩年
ディアボーンは陸軍を退いた後、ジェームズ・マディソン大統領から陸軍長官への就任要請を受けた。だが上院の承認を受けられなかった。ジェームズ・モンローが大統領に就任すると、ディアボーンは自ら要請して、駐ポルトガル公使となった。ディアボーンは1822年5月7日から1824年6月30日まで駐ポルトガル公使を務めた。
1824年、駐ポルトガル公使を退いたディアボーンは、マサチューセッツ州ロックスベリーに隠居した。そして1829年6月6日、ディアボーンはロックスベリーの自宅で死去した。ディアボーンの遺体はボストン郊外のフォレストヒルズ墓地に埋葬された。